# 昌洲乡
昌洲乡，是中华人民共和国江西省上饶市鄱阳县下辖的一个乡镇级行政单位。

## 行政区划
昌洲乡下辖以下地区：
永平村、小渡村、北丰村、旺湖村、北兴村、马湖村、永林村、董坪村、其林村、南林村、南湖村、陈高村、凤嘴村和北富村。